# Graptomyza flavipes
Graptomyza flavipes är en tvåvingeart som beskrevs av Meijere 1911. Graptomyza flavipes ingår i släktet Graptomyza och familjen blomflugor. Inga underarter finns listade i Catalogue of Life.